# Провулок Енергетиків (Київ)
Прову́лок Енерге́тиків — провулок у Солом'янському районі міста Києва, місцевість Кучмин яр. Пролягає від Роздільної вулиці до вулиці Мокрої.
Прилучається вулиця Енергетиків.

## Історія
Провулок виник у 50-х роках XX століття, мав назву 476-та Нова вулиця. З 1953 року — Бестужевський провулок. Сучасна назва — з 1955 року (повторне перейменування 476-ї Нової вулиці).